# Satanic Warmaster
Satanic Warmaster (v překladu z angličtiny satanský válečník) je finská black metalová kapela založená v roce 1998 Laurim Penttiläem (alias Satanic Tyrant Werwolf) ve městě Lappeenranta v jižním Finsku. Název pochází z dema polské black metalové kapely Lord of Evil. Satanic Warmaster je jednočlenná skupina, Lauri Penttilä zpívá a nahrává všechny nástroje sám, pouze pro koncerty přibírá bubeníka. Hraje syrový black metal (tzv. raw black metal). Ve svých textech se zaobírá satanismem a válečnou tematikou.
Obvyklou představou o Satanic Warmaster je, že jde o národní socialistický black metalový akt (NSBM). Werwolf v roce 2014 uvedl, že texty v jeho hudbě se nikdy netýkají rasismu nebo bílé nadřazenosti jako ohniskové téma v jakékoliv jeho písni. Propojení s NSBM scénou však existuje. 
Na oficiálních fotkách, které jsou součástí nahrávek se Lauri Penttilä prezentuje "árijským pozdravem" a na obalech jsou otevřeně nacistické motivy.
V roce 2000 vyšlo první demo Bloody Ritual a v roce 2001 první studiové album s názvem Strength and Honour.

## Diskografie

### Demo nahrávky
- Bloody Ritual (2000)
- Nova Ordo Ater (Rehearsal 2009) (2013)

### Studiová alba
- Strength and Honour (2001)
- Opferblut (2003)
- Carelian Satanist Madness (2005)
- Nachzehrer (2010)
- Fimbulwinter (2014)
- Aamongandr (2022)

### EP
- Black Katharsis (2002)
- ...of the Night (2004)
- Revelation (2007)

### Singly
- Ondskapens Makt / Forgotten Graves (2010)
- Winter's Hunger / Torches (2011)
- In Eternal Fire / Ghost Wolves (2012)

### Kompilace
- Black Metal Kommando / Gas Chamber (2005)
- Black Metal Kommando (2006)
- Revelation ...of the Night (2008)
- W.A.T.W.T.C.O.T.B.W.O.A.A. (2010)
- Luciferian Torches (2014)

### Live alba
- Black Metal Massacre (2007)
- Werewolf Hate Attack (2007)
- Death Live 2012 (2014)

### Split nahrávky
- 2003 – Hold On to Your Dreams (singl; splitko s Krieg)
- 2003 – The True Face of Evil (singl; splitko s The True Frost)
- 2004 – March of the Legion Werwolf (EP; splitko s Akitsa)
- 2004 – Satanic Warmaster & Clandestine Blaze (album;splitko s Clandestine Blaze)
- 2006 – A Hymn for the Black Empire (singl; splitko s Stuthoff)
- 2007 – The Chant of the Barbarian Wolves (singl; splitko s Aryan Blood)
- 2007 – Dark Hymns (EP; splitko s Mütiilation & Drowning the Light)
- 2008 – Black Metal Holocaust (singl; splitko s Evil)
- 2008 – Where Eternity Awaits (EP; splitko s Behexen)
- 2009 – Majesty of Wampyric Blood (singl; splitko s Totenburg)